# Championnat d'Italie de rugby à XV 1950-1951
Navigation
Serie A 1949-1950 Serie A 1951-1952
Le Championnat d'Italie de rugby à XV 1950-1951 oppose les douze meilleures équipes italiennes de rugby à XV. Le championnat débute en 1950 et se termine en 1951. Le tournoi se déroule sous la forme d'un championnat unique en matchs aller-retour durant lequel seules 5 équipes ont disputé l'ensemble des rencontres.
Le CUS Roma fait son apparition dans le championnat national et Rovigo gagne pour la 1re fois le titre (la 5e équipe à inscrire son nom au palmarès) et entame une série de 4 victoires consécutives. Le CUS Roma redescend aussitôt en Série B, ainsi que la Giovinezza Trieste et Genova, dans la perspective de ramener le championnat à 10 équipes, remplacées par le seul club de L'Aquila.

## Équipes participantes
Les douze équipes sont les suivantes :
| - CUS Roma - Rugby Parme - Amatori Milan - Petrarca Padoue - Rugby Milano - Rugby Brescia | - Rugby Rovigo - Bologne - Rugby Rome - Giovinezza Trieste - Genova - Napoli |

## Résultats
| Rang | Club                | J  | V  | N | D  | Pm  | Pe  | Diff | Pts |
| ---- | ------------------- | -- | -- | - | -- | --- | --- | ---- | --- |
| 1    | Rugby Rovigo        | 21 | 17 | 1 | 3  | 297 | 50  | +247 | 35  |
| 2    | Rugby Rome          | 21 | 15 | 2 | 4  | 187 | 67  | +120 | 32  |
| 3    | Amatori Rugby Milan | 22 | 14 | 2 | 6  | 203 | 98  | +105 | 30  |
| 4    | Rugby Milano        | 22 | 12 | 5 | 5  | 116 | 88  | +28  | 29  |
| 5    | Rugby Parma (T)     | 20 | 12 | 3 | 5  | 196 | 89  | +107 | 27  |
| 6    | Rugby Brescia       | 21 | 10 | 3 | 8  | 115 | 108 | +7   | 23  |
| 7    | Petrarca Padoue     | 22 | 9  | 5 | 8  | 75  | 91  | -16  | 23  |
| 8    | Napoli              | 22 | 10 | 0 | 12 | 102 | 132 | -30  | 20  |
| 9    | Rugby Bologne       | 21 | 7  | 2 | 12 | 108 | 167 | -59  | 17  |
| 10   | CUS Roma            | 21 | 3  | 3 | 15 | 43  | 179 | -136 | 9   |
| 11   | Giovinezza Trieste  | 19 | 2  | 1 | 16 | 27  | 203 | -176 | 3¹  |
| 12   | Genova              | 21 | 2  | 0 | 19 | 60  | 257 | -197 | 3¹  |

¹Genova est pénalisé d'un point et Giovinezza de 2 points.
|  | Vainqueur (no 1)               |
|  | Relégués (no 10, no 11, no 12) |
|  | T : tenant du titre 1950       |

Attribution des points :  victoire : 2, match nul : 1, défaite : 0.

## Vainqueur
| Entraîneur |                        |                      |
| Avants     | Pilier                 | M. Baratella, Brazzo |
| Avants     | Talonneur              | Ponzetti             |
| Avants     | Deuxième ligne         | Lunardo              |
| Avants     | Troisième ligne aile   | Vicariotto           |
| Avants     | Troisième ligne centre |                      |
| Arrières   | Demi de mêlée          |                      |
| Arrières   | Demi d'ouverture       | Costantini           |
| Arrières   | Centre                 | Sartori              |
| Arrières   | Ailier                 |                      |
| Arrières   | Arrière                | Campice              |